# Zabalza
Zabalza är en ort i Spanien.   Den ligger i provinsen Provincia de Navarra och regionen Navarra, i den nordöstra delen av landet, 300 km nordost om huvudstaden Madrid. Zabalza ligger 441 meter över havet och antalet invånare är 174.
Terrängen runt Zabalza är huvudsakligen kuperad, men åt nordost är den platt. Runt Zabalza är det ganska glesbefolkat, med 25 invånare per kvadratkilometer. Närmaste större samhälle är Pamplona, 13,4 km öster om Zabalza. Trakten runt Zabalza består till största delen av jordbruksmark.